# Yugoton
Yugoton – album muzyczny polskiej supergrupy Yugoton/Yugopolis. Materiał muzyczny został wydany w Polsce 5 marca 2001 roku przez wytwórnie Zic Zac i BMG Poland. Zawiera on wersje popularnych jugosłowiańskich piosenek z końca lat 70. i początku 80. XX wieku, wykonywane przez znanych polskich artystów.
Nazwa płyty nawiązuje do Jugotonu, nieistniejącego jugosłowiańskiego koncernu muzycznego, który jest symbolem przemysłu fonograficznego Jugosławii sprzed rozpadu, i który wydał większość płyt wykonawców rockowych, których piosenki znalazły się na albumie „Yugoton".

## Historia
Pomysłodawcą płyty był Grzegorz Brzozowicz, polski dziennikarz muzyczny związany z czasopismem Machina, który między innymi prowadził w Programie 3 PR audycję muzyczną, przedstawiającą twórczość zespołów z Jugosławii.
Ideą projektu było ukazanie paraleli między muzykami z Polski i krajów byłej Jugosławii, których młodość wypadła w latach 80., okresie dużych zmian w muzyce i nie tylko. Właśnie wtedy pojawiła się muzyka nowofalowa w Wielkiej Brytanii, którą zespoły jugosłowiańskie szybko podchwyciły i przeniosły na grunt bałkański. Takich możliwości nie miały polskie zespoły, gdyż te nowinki w czasach stanu wojennego nie docierały do Polski. Co więcej, polscy artyści grający muzykę alternatywną nie mieli możliwości wydawania płyt czy zaistnienia w mediach. Celem było niejako zestawienie tych dwóch rzeczywistości poprzez muzykę i oddanie ducha czasu w interpretacji polskich artystów. Jednak płyta ta jest również nawiązaniem do teraźniejszości, dzięki czemu staje się ponadczasowa i przystępna dla wszystkich. Poznawanie kontekstu historyczno-społecznego lat 80. w Polsce i Jugosławii pozwala słuchaczowi docenić w pełni walory tej płyty.
Album Yugoton cieszył się w Polsce znaczną popularnością i zyskał status złotej płyty.
Nawiązaniem do albumu Yugoton była wydana wkrótce płyta Jugoton w oryginale, zawierająca składankę oryginalnych utworów w wykonaniu zespołów z Jugosławii: VIS Idoli, Haustor, Parni valjak, Azra, Aerodrom, Film, Šarlo akrobata i Bijelo dugme.
W 2007 r. ukazała się płyta Słoneczna strona miasta, która w zamyśle miała być kontynuacją projektu Yugoton, a była sygnowana nazwą Yugopolis.

## Lista utworów
| Lp. | Tytuł                             | Wykonawca                        | Polski tekst utworu            | Utwór oryginalny                     | Wykonawca oryg.      |
| --- | --------------------------------- | -------------------------------- | ------------------------------ | ------------------------------------ | -------------------- |
| 1.  | Malcziki                          | Kazik                            | Kazik                          | Maljčiki                             | VIS Idoli            |
| 2.  | Rzadko widuję cię z dziewczętami  | Katarzyna Nosowska i Paweł Kukiz | G. Brzozowicz                  | Retko te viđam sa devojkama          | VIS Idoli            |
| 3.  | Dziewczęta w letnich sukienkach   | Ryszard „Tymon” Tymański         | T. Tymański i G. Brzozowicz    | Moja prva ljubav                     | Haustor              |
| 4.  | Czarno-biały świat                | Kazik                            | J. Houra i Kazik               | Crno bijeli svijet                   | Prljavo kazalište    |
| 5.  | Gdy miasto śpi (snem kamiennym)   | Katarzyna Nosowska               | K. Nosowska                    | Obična ljubavna pjesma               | Aerodrom             |
| 6.  | Falochron                         | Olaf Deriglasoff                 | O. Deriglasoff                 | 442 do Beograda                      | Bajaga i instruktori |
| 7.  | Elektryczny orgazm                | Kazik                            | Kazik                          | Električni Orgazam                   | Električni orgazam   |
| 8.  | To była sobota                    | Katarzyna Nosowska               | K. Nosowska                    | Zamisli život u ritmu muzike za ples | Jura Stublić i Film  |
| 9.  | Ema                               | Paweł Kukiz                      | G. Brzozowicz i F. Łobodziński | Ena                                  | Haustor              |
| 10. | W sercu miasta                    | Grzegorz Nawrocki                | O. Deriglasoff                 | Odvedi me iz ovog grada              | Film                 |
| 11. | O nic nie pytaj (bo nie pytam ja) | Paweł Kukiz                      | P. Kukiz                       | Uhvati ritam                         | Parni valjak         |
| 12. | 1000 kawałków                     | Olaf Deriglasoff                 | O. Deriglasoff                 | Neprilagođen                         | Jura Stublić i Film  |

### Single
- Malcziki (Kazik) – 2001
- Rzadko widuję cię z dziewczętami (Kasia Nosowska i Paweł Kukiz) – 2001
- O nic nie pytaj (bo nie pytam ja) (Paweł Kukiz) – 2001

## Twórcy
- Kazik Staszewski, Katarzyna Nosowska, Ryszard „Tymon” Tymański, Paweł Kukiz, Olaf Deriglasoff, Grzegorz Nawrocki – śpiew
- Dariusz Plichta – puzon
- Darko Rundek – drugi głos, chórki
- Gonia Sztukowska – chórki
- Grzegorz Kurek – bas
- Grzegorz Rytka – saksofon tenorowy
- Kazik Staszewski – sampler, programowanie
- Marcin Mazowiecki vel DJ Mistrz – skrecze, programowanie
- Olaf Deriglasoff – bas, gitary, syntezator, bałałajka, sampler, programowanie, chórki
- Piotr Korzeniowski – trąbka
- Przemek „Pyza” Momot – perkusja, instr. perkusyjne, pętle
- Rafał Kazanowski – gitara
- Rei Ceballo – aranżacje instr. dętych, konga
- Sławek Janowski – klawisze
- Ryszard „Tymon” Tymański – bas, gitara
- Vlada Divljan – drugi głos, melorecytacja, gitara, chórki

## Dodatkowe informacje
Autorem zdjęć do płyty oraz okładki jest Robert Laska
Do płyty Yugoton dołączona jest prezentacja multimedialna i teledysk w reżyserii Filipa Kovcina. Okładka płyty, po rozłożeniu, stanowi mapę wirtualnego miasta Yugoton.